# Chiesa di San Fabiano (Prato)

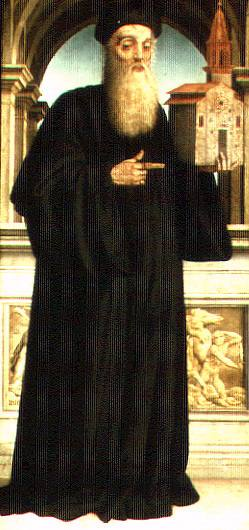
Baldo Magini nell'atto di donare la Chiesa di San Fabiano, opera di Niccolò Soggi, sagrestia del duomo di Prato

La piccola chiesa di San Fabiano in Prato, presso il seminario vescovile, si trova in via di Gherardo.

## Storia
Già esistente nel 1082 come badia, apparteneva a un monastero benedettino, passato poi ai vallombrosani. Era un luogo di accoglienza di pellegrini e malati, che fu unita al Capitolo nel 1516 e venne poi concessa ai minori francescani (1726). La badia nel 1783 divenne sede del seminario per volere del vescovo Scipione de' Ricci.
Il seminario era stato fondato nel 1682 dal vescovo Gherardo Gherardi.

## Il seminario
L'ex edificio conventuale conserva l'aspetto assunto intorno al 1726, forse su progetto di Pier Simone Vannetti, e si articola intorno ad un cortile (già chiostro). Vi si conservano opere del Cinque-Settecento, tra le quali una tela del Rosi e, in refettorio, un dipinto con Santi francescani, di Michele delle Colombe (1580 circa).
All'interno del seminario si trova una biblioteca, nata come supporto agli studi teologici e umanistici dei suoi studenti e arricchita nel tempo da donazioni, oggi regolarmente aperta anche all'utenza esterna.

## La chiesa
L'edificio, con la bianca facciata in pietra alberese ravvivata dalla geometrica bicromia della finestra circolare e del portale, ha un'interessante torre campanaria quattrocentesca in cotto, a pianta poligonale e concluso da piramide ottagonale (1510 circa).
All'interno, risulta in parte visibile la struttura originaria a tre navate divise da arcate su pilastri, malgrado i pesanti rifacimenti neoromanici di Adelio Colzi.
Custodisce preziosi frammenti di un mosaico pavimentale a tessere bianche e verdi, databile tra i secoli IX e XII, con eleganti motivi decorativi che richiamano quelli delle stoffe orientali, ripresi dai setaioli lucchesi: girali su fondo scuro racchiudenti animali mitologici, pantere, croci.
Davanti al coro settecentesco è un crocifisso ligneo del XVI secolo.

## Altre immagini

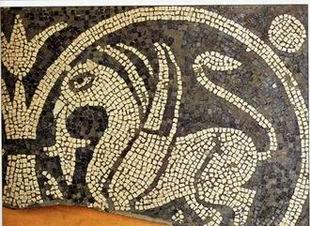
Mosaici
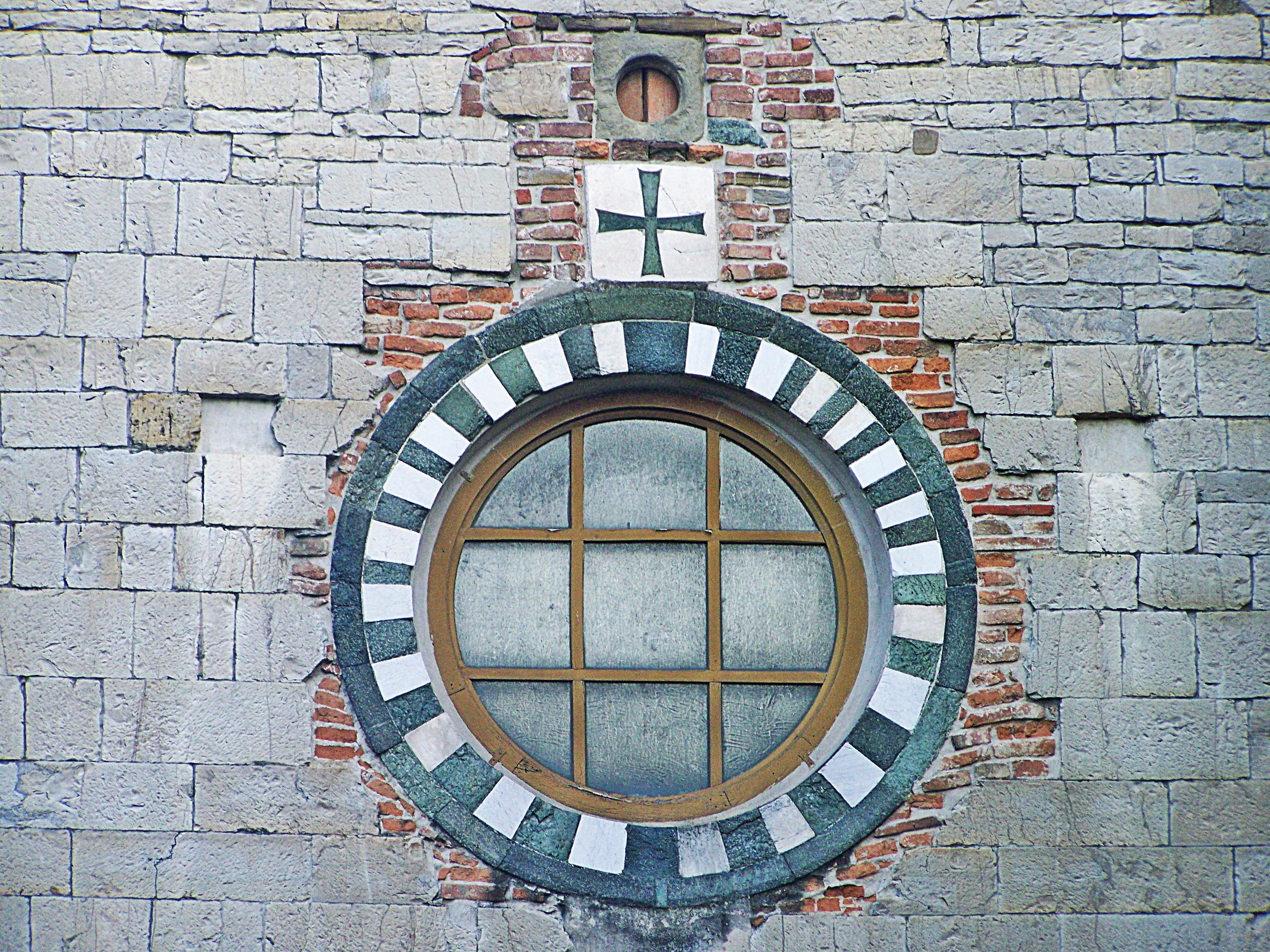
Rosone
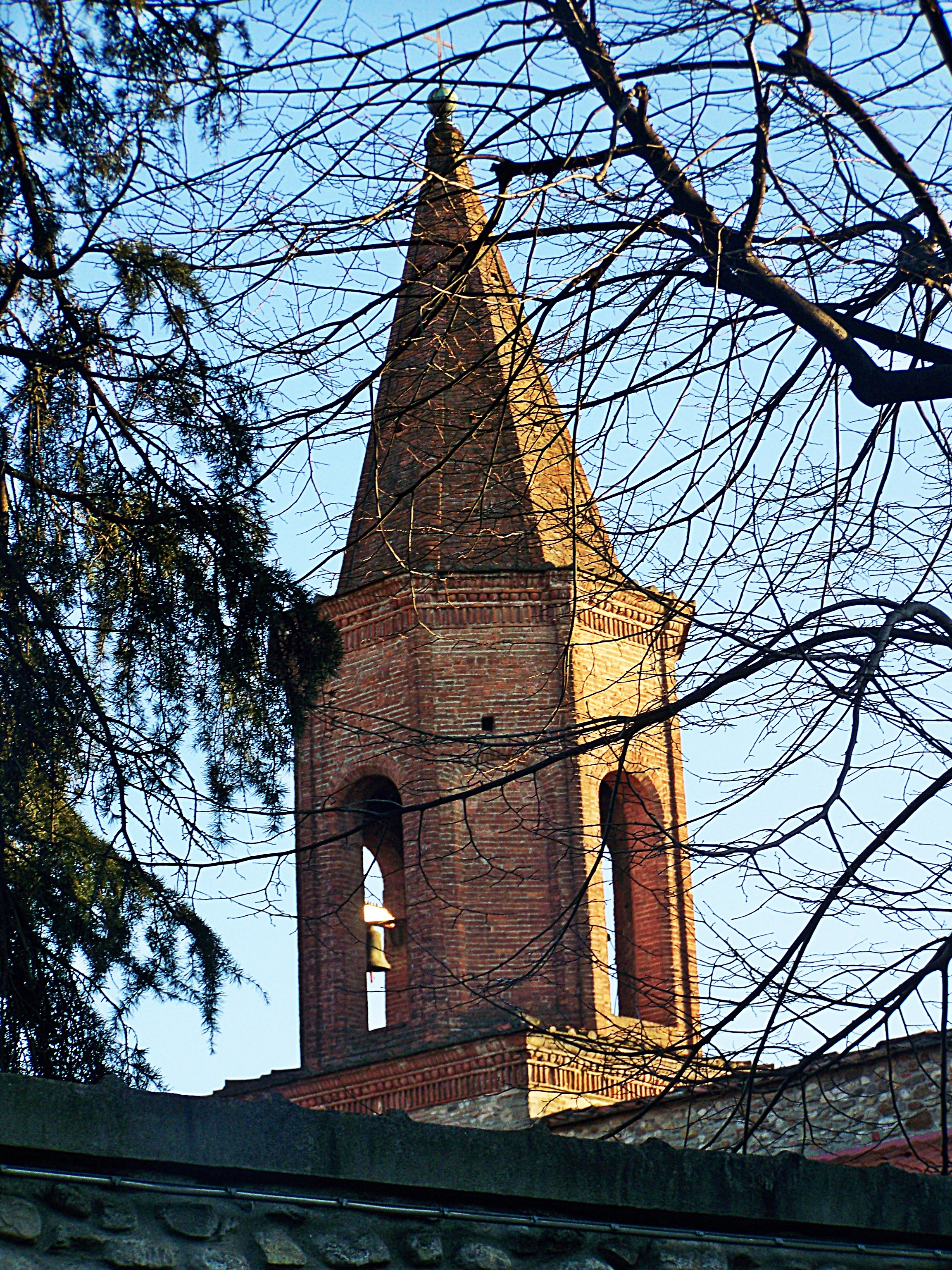
Particolare del campanile
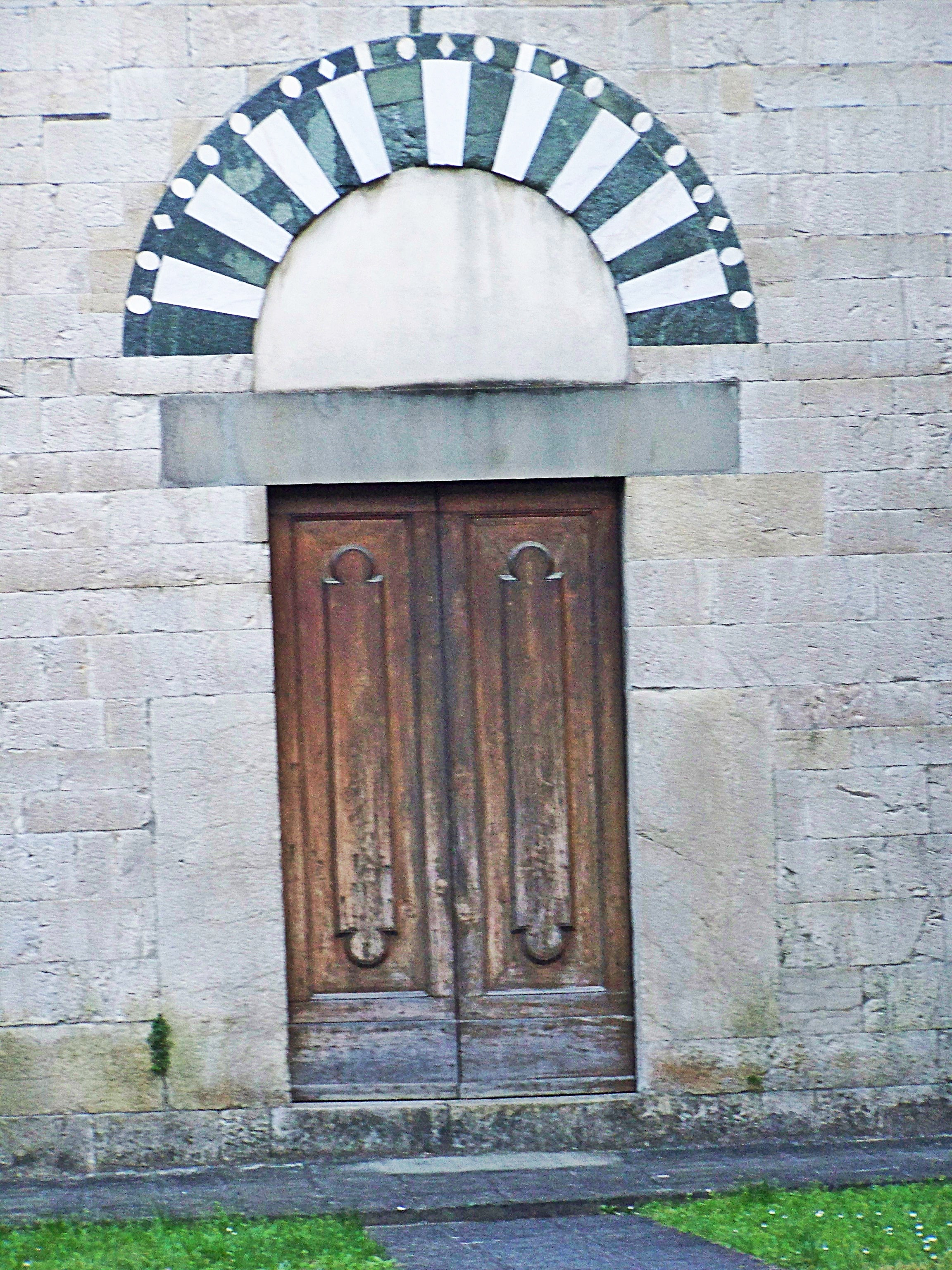
Ingresso